# Nelson McDowell
Nelson McDowell (Greenville, 14 agosto 1870 – Los Angeles, 3 novembre 1947) è stato un attore statunitense.

## Filmografia
- The Scarlet Car, regia di Joseph De Grasse (1917)
- The Feud, regia di Edward J. Le Saint (1919)
- Her Honor, the Scrublady, regia di Bruno C. Becker - cortometraggio (1919)
- Shod with Fire, regia di Emmett J. Flynn (1920)
- Riders of the Dawn
- Masked
- Everything But the Truth, regia di Eddie Lyons, Lee Moran (1920)
- Cupid the Cowpuncher, regia di Clarence G. Badger (1920)
- Going Some, regia di Harry Beaumont (1920)
- The Last of the Mohicans, regia di Clarence Brown e Maurice Tourneur (1920)
- Down Home, regia di Irvin Willat (1920)
- Home Stuff, regia di Albert Kelley (1921)
- Shadows of Conscience, regia di John P. McCarthy (1921)
- The Silent Call, regia di Lawrence Trimble (1921)
- I Can Explain, regia di George D. Baker (1922)
- Defying the Law, regia di Robert J. Horner (1922)
- The Girl Who Ran Wild, regia di Rupert Julian (1922)
- Oliviero Twist (Oliver Twist ), regia di Frank Lloyd (1922)
- Another Man's Shoes, regia di Jack Conway (1922)
- Blood Test, regia di Don Marquis (1923)
- The Girl of the Golden West, regia di Edwin Carewe (1923)
- Warned in Advance, regia di Ford Beebe - cortometraggio (1923)
- Crossed Signals, regia di J.P. McGowan (1926)
- The Blind Trail, regia di Leo D. Maloney (1926)
- The Claw, regia di Sidney Olcott (1927)
- The Michigan Kid, regia di Irvin Willat (1928)